# 杨佳敏
杨佳敏（英語：Yeo Jiamin，1999年2月1日—），新加坡女子羽毛球運動員，目前是新加坡体育学校學生。她曾赢得2017年亚青賽女單季軍。

## 簡歷
杨佳敏自小已甚具羽球天赋，在南洋小学就读時，获启蒙教练陈荣汉和校队教练、前国手刘锦鹏的大力栽培，技术显著提升。及至在9岁時，她首次参赛就贏得2008年全国分龄赛11岁以下女子单打冠军；翌年，又在马来西亚全国少年巡回赛马六甲站和该巡回赛的总决赛上，获得12岁以下单打冠军和季军。至2009年底，杨佳敏已赢得全国分龄赛13岁以下組別的女子单打冠军。
2011年5月，12岁的杨佳敏入选新加坡国家羽毛球队青少年队。
2015年6月，杨佳敏代表新加坡参加本国举办的東南亞運動會羽毛球比賽，随队赢得季军。同年8月，她出战新加坡羽毛球國際系列賽，在女单决赛以0比2（20-22、15-21）不敌印尼的格蕾戈丽亚·玛丽斯卡，赢得亚军。同年9月，她出战越南羽毛球國際系列賽，在女单準决赛以0比2（15-21、12-21）不敌台湾的陳肅諭。
2016年7月，杨佳敏出战越南羽毛球大獎賽，在女单决赛以2比0（21-14、21-17）击败了日本的峰步美，夺得其首个国际赛冠军。
2017年7月，杨佳敏代表新加坡参加印尼雅加达举办的亞洲青年羽毛球錦標賽，赢得亚青赛女单季军。同年6月，18岁的杨佳敏在世界羽聯青年女单排名榜登上第一位，成为首位登上世界羽聯排名榜头号位置的新加坡球员。新加坡国家羽毛球队总教练蔡永裕表示，杨佳敏还年轻，只要能保持身体健康，不要受伤病困扰，将能连续征战2020年和2024年两届奥运会。同年8月，她代表新加坡参加马来西亚吉隆坡举办的東南亞運動會羽毛球比賽，随队赢得季军。
2018年6月，杨佳敏出战蒙古國羽毛球國際賽，在女单準决赛以0比2（15-21、13-21）不敌赛会2号种子、香港的邓旋。

## 主要比賽成績
只列出曾進入準決賽的國際賽事成績：
| 年份   | 賽事                   | 公開賽級別 | 項目     | 成績   |
| ------ | ---------------------- | ---------- | -------- | ------ |
| 2015年 | 東南亞運動會羽毛球比賽 | 其他       | 女子團體 | 銅牌   |
| 2015年 | 新加坡羽毛球國際系列賽 | 國際系列賽 | 女子單打 | 亞軍   |
| 2015年 | 越南羽毛球國際系列賽   | 國際系列賽 | 女子單打 | 準決賽 |
| 2016年 | 越南羽毛球大獎賽       | 大獎賽     | 女子單打 | 冠軍   |
| 2017年 | 亞洲青年羽毛球錦標賽   | 其他       | 女子單打 | 铜牌   |
| 2017年 | 東南亞運動會羽毛球比賽 | 其他       | 女子團體 | 銅牌   |
| 2018年 | 英聯邦運動會羽毛球比賽 | 其他       | 混合團體 | 殿軍   |
| 2018年 | 蒙古國羽毛球國際賽     | 國際系列賽 | 女子單打 | 準決賽 |
| 2018年 | 白夜羽毛球賽           | 國際挑戰賽 | 女子單打 | 亞軍   |
| 2018年 | 越南羽毛球公開賽       | 超級100賽  | 女子單打 | 冠軍   |
| 2018年 | 海得拉巴羽毛球公開賽   | 超級100賽  | 女子單打 | 準決賽 |
| 2019年 | 海得拉巴羽毛球公開賽   | 超級100賽  | 女子單打 | 冠軍   |
| 2019年 | 東南亞運動會羽球比賽   | 其他       | 女子團體 | 銅牌   |
| 2021年 | 海洛羽毛球公開賽       | 超級500賽  | 女子單打 | 亞軍   |
| 2022年 | 東南亞運動會羽毛球比賽 | 其他       | 女子團體 | 銅牌   |
| 2022年 | 英聯邦運動會羽毛球比賽 | 其他       | 混合團體 | 銅牌   |
| 2022年 | 英聯邦運動會羽毛球比賽 | 其他       | 女子單打 | 銅牌   |
| 2023年 | 波蘭羽毛球公開賽       | 國際挑戰賽 | 女子單打 | 冠軍   |
| 2023年 | 西班牙馬德里羽球大師賽 | 超級300賽  | 女子單打 | 準決賽 |
| 2023年 | 東南亞運動會羽毛球比賽 | 其他       | 女子團體 | 銅牌   |
| 2024年 | 印度羽毛球公開賽       | 超級750賽  | 女子單打 | 準決賽 |
| 2025年 | 德國羽毛球公開賽       | 超級300賽  | 女子單打 | 冠軍   |

| 2007-2017年 | 首要超級賽 | 超級賽 | 黃金大獎賽 | 大獎賽 | 國際挑戰賽 | 國際系列賽 | 未來系列賽 | 其他 |

| 2018-2026年 | 總決賽 | 超級1000賽 | 超級750賽 | 超級500賽 | 超級300賽 | 超級100賽 | 國際挑戰賽 | 國際系列賽 | 未來系列賽 | 其他 |

### 奧運會和世錦賽參賽紀錄
|          | 2019 | 2020       | 2021 | 2022  | 2023 | 2024 |
| -------- | ---- | ---------- | ---- | ----- | ---- | ---- |
| 女子單打 | 8強  | 小組第二名 | 32強 | 64強1 | 32強 | 16強 |

- ^  注解1：退賽